# لآلئ إبشتاين

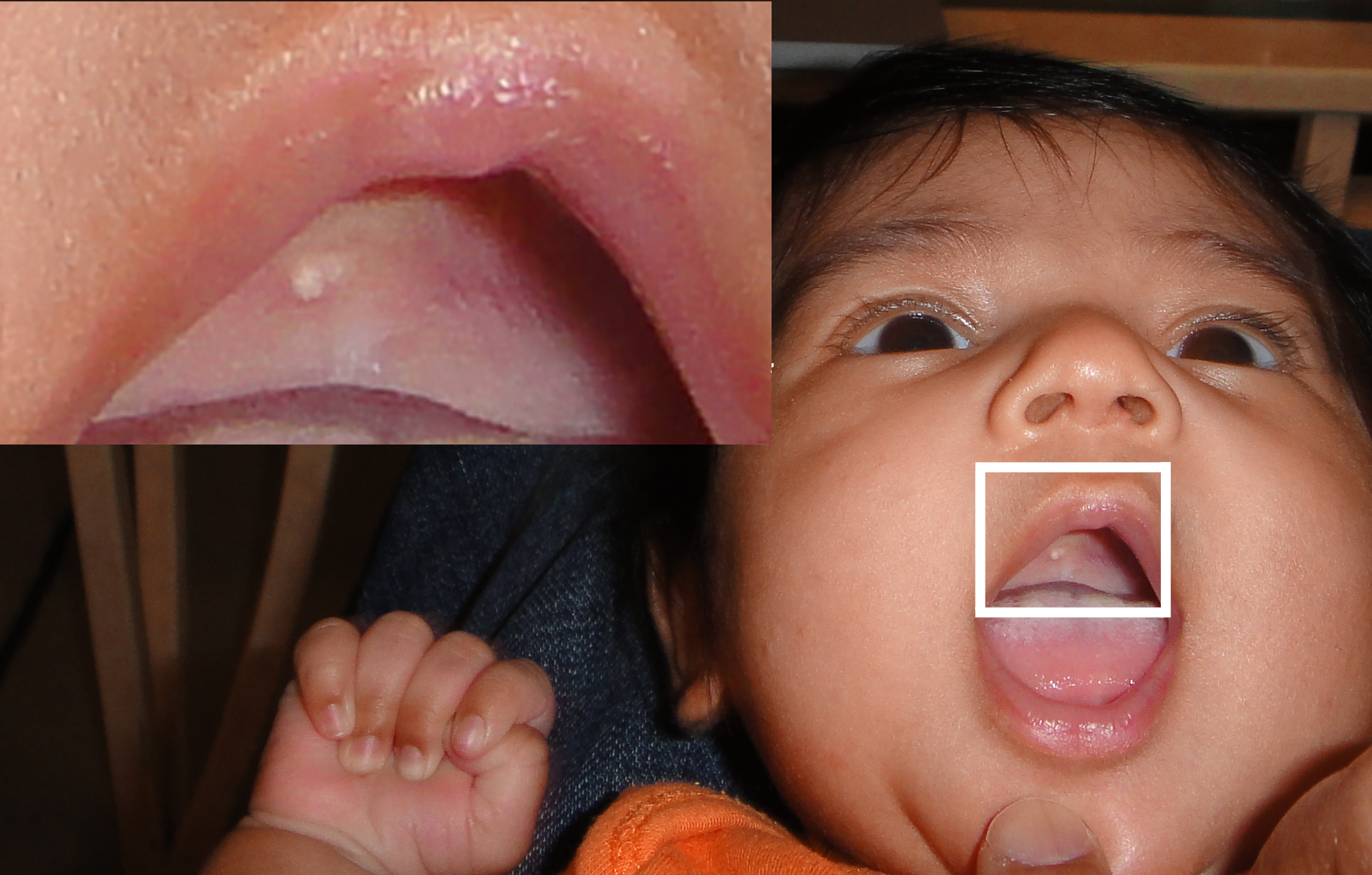
لآلئ إبشتاين تظهر على سقف فم رضيع يبلغ 5 أسابيع من العمر.

لَآلئُ إيبِشتاين أو لَآلئُ إبِشتاين وتعرف أيضاً بكيسات حنك الأطفال حديثي الولادة عبارة عن حويصلات كيسية صفراءأو بيضاء، صغيرة الحجم تتراوح بين 1-3 مم، تظهر في الخط المتوسط للحنك وتوجد في 65-85% من الأطفال حديثي الولادة.
توجد عادة في سقف الفم ( الحنك ) وتكون مليئة بسائل. سببها يكون نتيجة احتباس الظهارة ( كيسَةٌ شَقِّيَّة ) أثناء نمو الحنك.
لا تتطلب أي علاج ونختفي تلقائياً على مدار الأسابيع القليلة الأولى من حياة الوليد.
كيسات مشابهة تكون منتشرة على الحنك الصاب ويطلق عليها عقيدات بون والتي تنشأ من الغدد اللعابية الصغيرة.
وُصِفت تلك الكيسات بواسطة طبيب الأطفال التشيكي ألويس إبشتاين.

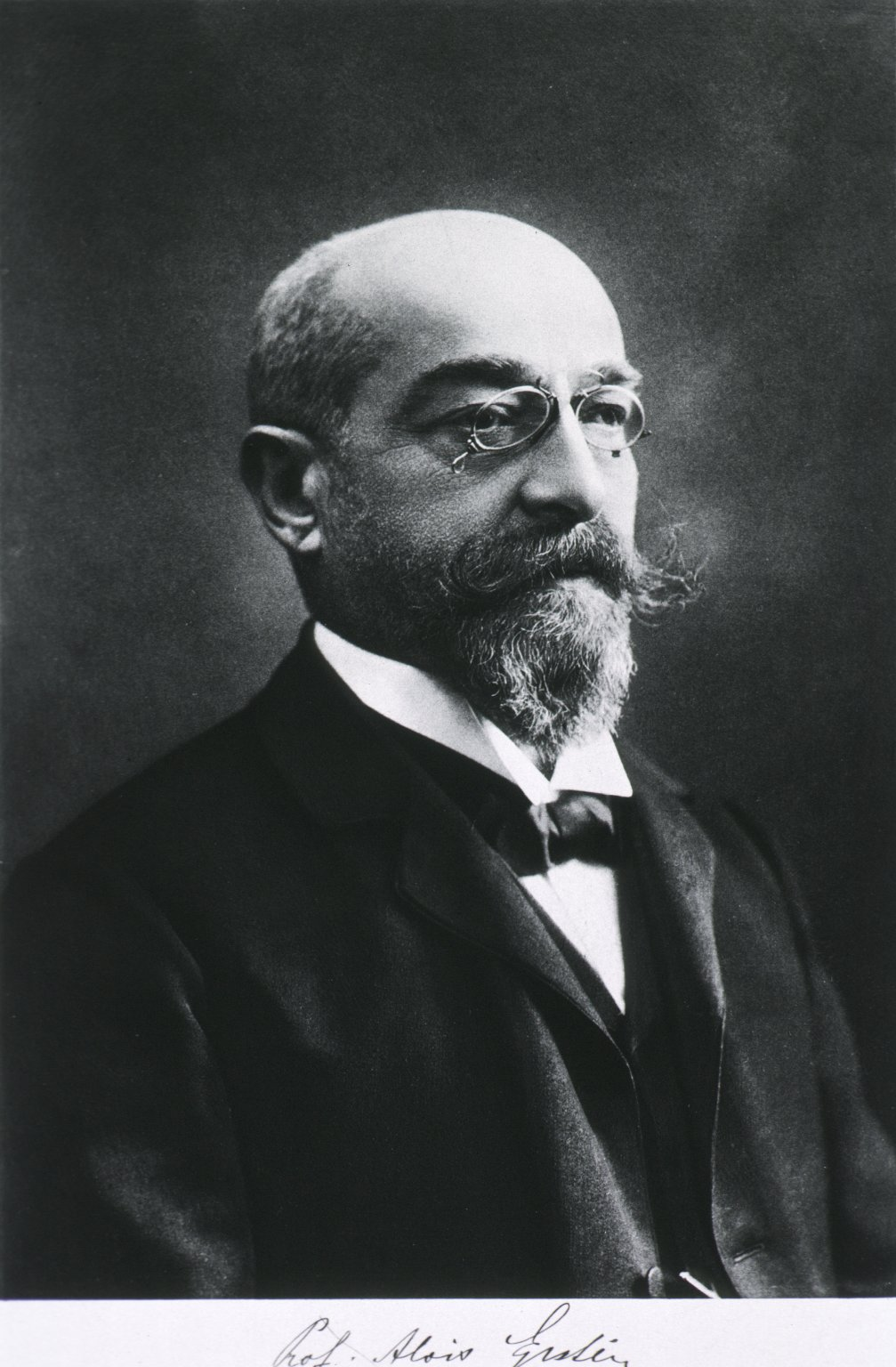
ألويس إبشتاين

## وصلات خارجية
- http://newborns.stanford.edu/PhotoGallery/EpsteinPearl2.html